# 電源管理總線
电源管理总线 （PMBus） 是系统管理总线 （SMBus） 的变体，旨在对电源进行数字管理。与SMBus一样，它是一种基于I²C的相对较慢的双线通信协议。

## 概述
第一部分概述了 SMBus，而第二部分则详细介绍了为 PMBus 设备定义的所有命令。既有标准化命令，也有制造商特定的命令。有关完整详细信息，请参阅 PMBus 1.1 规范。

### Linear11 浮点格式
PMBus 定义了自己的 16 位浮点格式，称为“Linear11”。
- N = 有符号指数

- Y = 有符号尾数

表示值 = Y × 2N
与半精度浮点格式（总共也使用 16 位）和其他典型的浮点格式不同，使用有符号 11 位尾数，而不是带有单独符号位的无符号分数。类似地，指数存储为有符号 5 位数，而不是更典型的有偏置无符号数。这具有以下含义：
- 结果数字的符号唯一取决于高字节的2号位，而不是高字节的最高有效位。

- 由于这两个值都存储为有符号数字，因此在解码数字时有必要显式对这两个值进行符号扩展。但是，这使得编码过程更简单。

- 没有负零的表示。